# Каванголенд

Прапор бантустану

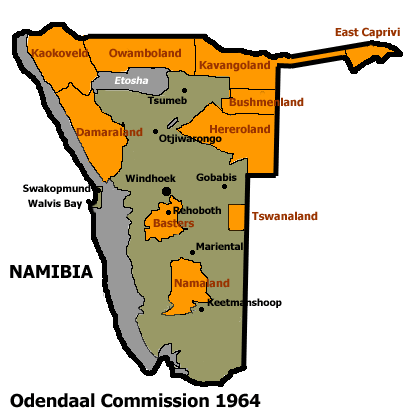
Карта

Каванголенд — бантустан в колишній Південно-Західній Африці (нині Намібія). Був створений в 1970 році як батьківщина для вихідців з Каванго, що проживають на цій території. Площа бантустана 41701 км², населення нараховувало близько 28 тисяч чоловік. Адміністративний центр — місто Рунду.
У 1973 році було надано місцеве самоврядування.
Каванголенд, як і інші бантустани в Південно-Західній Африці, був скасований у травні 1989 року на початку переходу до незалежності Намібії.